# Cochranella nola
Cochranella nola és una espècie de granota de la família dels centrolènids. Viu al centre del Bolívia, al peu dels vessants dels Andes. Exactament es coneix a dues zones del Departament de Santa Cruz: a El Fuerte, a la Província de Florida (a uns 1.600 metres d'altitud) i a La Hoyada i Mataracu, a la Província d'Ichilo (entre 500 i 1.750 metres). Probablement la seva distribució és més àmplia. És abundant, encara que les seves poblacions estan en disminució, possiblement degut a la contaminació de les aigües provocada per l'agricultura.
Viu en boscos de muntanya humits i en boscos peri-andins, específicament en boscos amazònics, en boscos de muntanya semi-humits i en iungues. És una espècie arborícola que es pot observar en llocs humits prop de rierols. La posta té lloc en les roques d'aquests rierols.